# Preston (Kansas)
Preston è un comune degli Stati Uniti d'America, situato nello Stato del Kansas, nella Contea di Pratt.